# Distrito Escolar de West New York

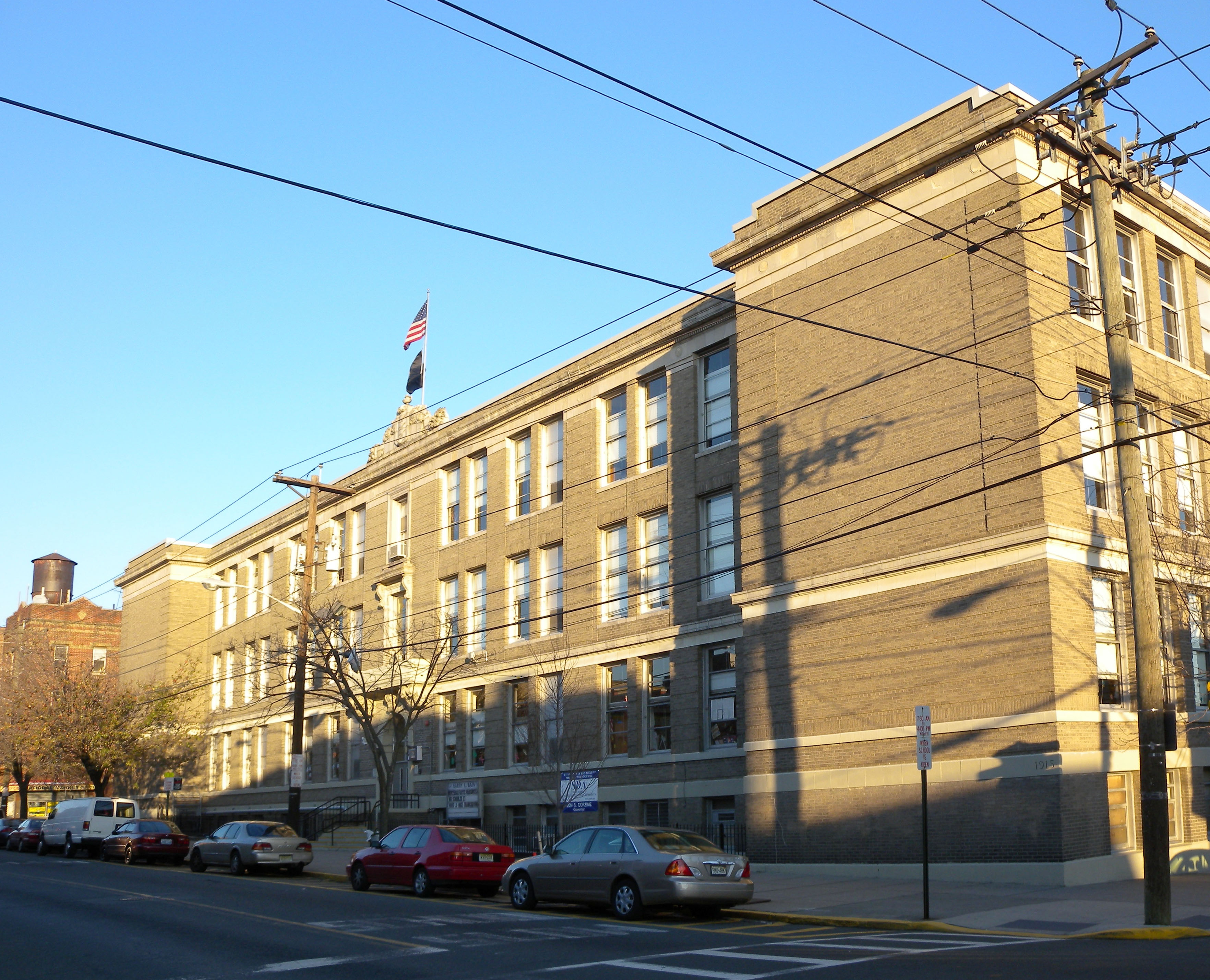
Harry L. Bain School

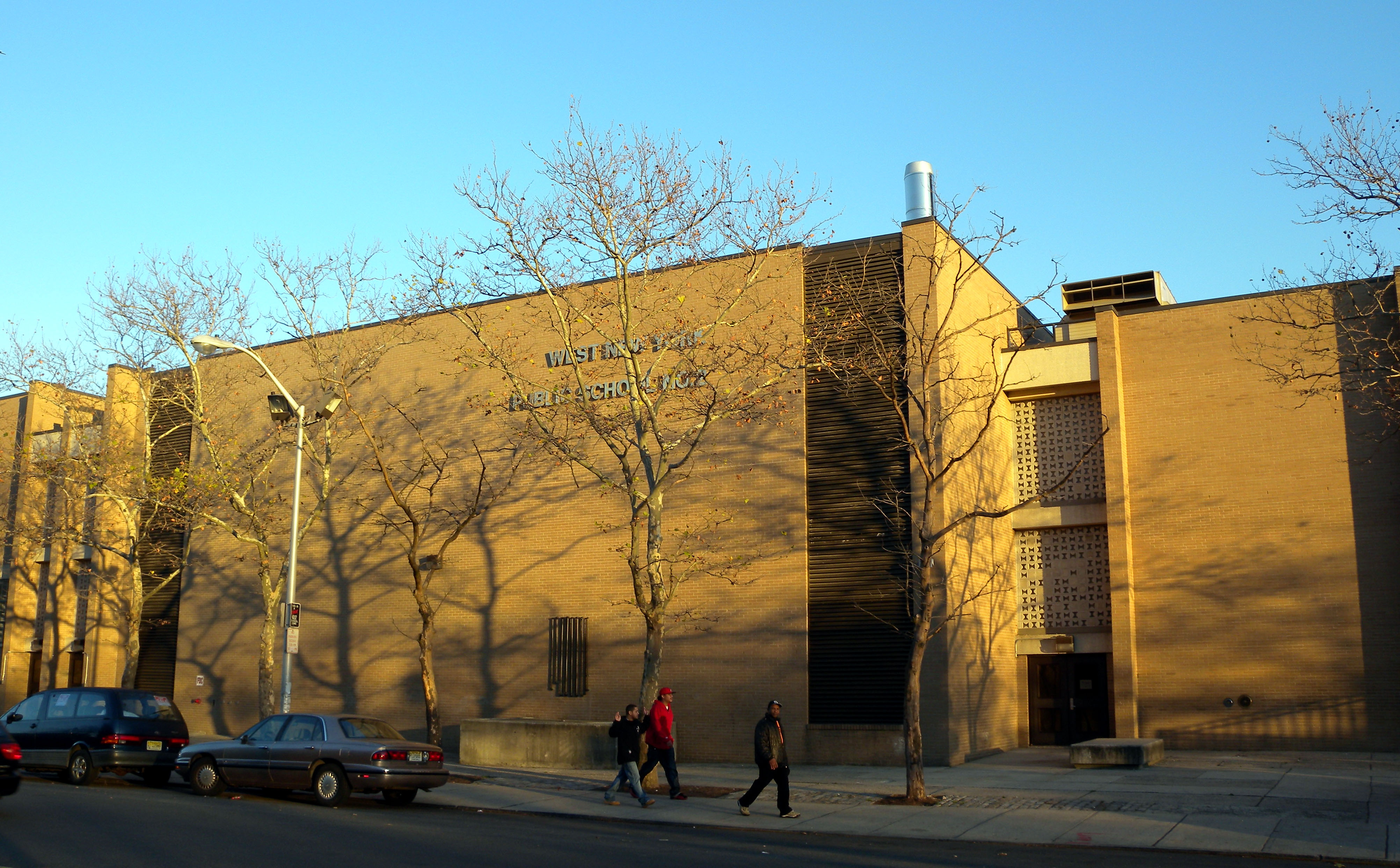
School #2

El Distrito Escolar de West New York o Junta de Educación de West New York (West New York School District) es un distrito escolar de Nueva Jersey. Tiene su sede en West New York. El consejo escolar del distrito tiene un presidente, un vicepresidente, y tres miembros.

## Escuelas
Pre-K
- Early Childhood School

Escuelas primarias
- Public School No. 1
- Public School No. 2
- Public School No. 3
- Public School No. 4
- Public School No. 5
- Harry L. Bain School

Escuela media
- West New York Middle School

Escuela preparatoria
- Memorial High School